# Ellen Ferslev
Ellen Ferslev (née le 7 octobre 1886 à Copenhague; date et lieu de décès inconnus) fut une actrice danoise du cinéma muet.

## Filmographie partielle
- 1914 : Ægteskab og pigesjov d'August Blom
- 1915 : À bas les armes ! (Ned Med Vaabnene) de Holger-Madsen
- 1917 : En ensom Kvinde d'August Blom